# Алексієнко Петро Карпович
Алексієнко (Олексієнко, Алексєєв) Петро Карпович — рибалка з села Осокорків, який 15 грудня 1919 року провів по тонкій дніпровій кризі до Києва 2-й Богунський полк 44-ї стрілецької дивізії. Завдяки раптовій атаці богунців денікінці були вибиті з Києва (див. Київська операція 1919). Алексієнко був нагороджений орденом Червоного Прапора.
В 1957 році в Києві частину вулиці Військовокладовищенської назвали його ім'ям. Нині не існує.